# 프랑스 영화처럼
"프랑스 영화처럼"은 2016년에 개봉한 대한민국의 영화이다.

## 캐스팅
- 이영란 : 엄마 역
- 전지윤 : 윤소 역
- 다솜 : 기홍 역
- 정준원 : 시인 역
- 소이 : 소연 역
- 스티븐 연 : 스티브 역
- 신민철 : 수민 역
- 신지수 : 은소 역
- 이새별 : 민소 역
- 정성일 : 청년 역
- 이도아 : 지소 역
- 이광훈 : 변호사 역
- 이유미
- 김정석 : 손님 1 역
- 우정국 : 손님 2 역
- 전경수 : 점쟁이 역
- 임다영 : 여학생 역
- 김준형 : 남자 역
- 이명하 : 여자 역
- 봉만대 : 김 선생 역
- 후지이 미나 : 보조사 1 역 (특별출연)
- 정한비 : 보조사 2 역 (특별출연)